# Красий, Кирилл Владимирович
Кири́лл Влади́мирович Краси́й (род. 9 января 1973, Одесса) — одесский игрок в мини-футбол, тренер, мастер спорта Украины, чемпион Украины 1996 года.

## Биография
Воспитанник одесского «Локомотива». Первый тренер — Ефим Матвеевич Шафир.
Профессиональную карьеру начал в 1993 году в составе первой профессиональной мини-футбольной команды Одессы «Одесса-Норд», в составе которой в сезоне 1993/94 стал бронзовым призёром первенства Украины и завоевал путёвку в высшую лигу. В сезоне 1995/96 стал чемпионом страны.
В 1995 году привлекался в сборную Украины.
После годичного (1996—1997) перерыва вернулся в мини-футбол, выступал в составе ильичёвской команды высшей лиги «Море», был её капитаном. В 2000 году перешёл в донецкий «Укрсплав», после чего защищал цвета одесских перволиговых клубов «Чёрное море-СКА» и СКА, а в 2002 году в качестве играющего главного тренера возглавил одесский «Атлетик», с которым в сезоне 2003/04 завоевал серебряные медали первой лиги и путёвку в высший дивизион, однако из-за финансовых трудностей команда была вынуждена отказаться от повышения в классе, прекратив своё существование.
В 2001 году в составе сборной Украины стал серебряным призёром на проходившем в Самаре первенстве Вооружённых сил СНГ.
С 2005 года играет и тренирует любительские клубы Одессы. Неоднократно признавался лучшим тренером чемпионата города и бизнес-лиги. Является автором уникального достижения: выиграл 6 розыгрышей Кубка Одессы с пятью разными командами — «Атлетиком» (2001, 2002), «Дежавю» (2003), «Торнадо» (2005), «Маррионом» (2006) и «Эпицентром К Авангард» (2018). При этом «Атлетиком», «Торнадо» и «Маррионом» руководил в качестве играющего главного тренера.
Один из лучших бомбардиров в истории официальных любительских соревнований Одессы: имеет в своём активе более 300 забитых мячей и входит в «Клуб бомбардиров 100 Богдана Смишко».
В качестве играющего главного тренера победитель Гран-При Одессы (этап чемпионата Украины) (2007 — «Маррион») и в качестве главного тренера обладатель Кубка Украины (2008 — «Глория») по пляжному футболу.
Выступал за мини-футбольную команду ветеранского клуба «Ришелье». В составе «Чёрного моря» становился бронзовым призёром чемпионата Украины среди ветеранов 35+, а в составе киевского «Грин Банка» — чемпионом Украины среди ветеранов 40+.
В марте 2016 года газета «Время спорта» учредила «Клуб бомбардиров 100 Кирилла Красия», пропускной билет в который будут автоматически получать игроки, преодолевшие отметку в сто забитых за одесские команды мячей в первой лиге Украины, и «Клуб бомбардиров 100+100 Кирилла Красия», в который будут включаться одесские игроки, забившие по сто мячей и в высшей, и в первой лигах чемпионата страны. Красий первый и пока единственный, кому покорился двойной рубеж: в его активе 106 голов в высшей лиге и 101 в первой.
В октябре 2017 года в качестве исполняющего обязанности главного тренера возглавил одесский клуб украинской Экстра-лиги «Эпицентр К Авангард», а впоследствии был утверждён в должности главного тренера команды.

## Достижения

### Командные

#### Как игрок
- Чемпион Украины по мини-футболу: 1996
- Финалист Кубка Украины по мини-футболу: 1996
- Серебряный призёр чемпионата Украины по мини-футболу среди команд первой лиги: 2004
- Бронзовый призёр чемпионата Украины по мини-футболу среди команд первой лиги: 1994
- Чемпион Украины по мини-футболу среди ветеранов 40+: 2014
- Бронзовый призёр чемпионата Украины по мини-футболу среди ветеранов 35+: 2008

### Как тренер
- Чемпион Литвы по мини-футболу 2019/20, 2020/21
- Обладатель Кубка Литвы по мини-футболу: 2019/20, 2020/21

### Личные
- Лучший бомбардир первой лиги чемпионата Украины по мини-футболу: 2004

## Награды
- Медаль Ассоциации мини-футбола Одесской области «За преданность мини-футболу и популяризацию этого вида спорта на футбольных полях Украины и области» (2003)

## Статистика
| Клуб                       | Сезон   | Чемпионат Украины | Чемпионат Украины | Кубок Украины | Кубок Украины |
| Клуб                       | Сезон   | Игры              | Голы              | Игры          | Голы          |
| -------------------------- | ------- | ----------------- | ----------------- | ------------- | ------------- |
| «Одесса-Норд» (Одесса)     | 1993/94 | 23                | 15                | 3             | 2             |
| «Локомотив» (Одесса)       | 1994/95 | 22                | 25                | 4             | 1             |
| «Локомотив» (Одесса)       | 1995/96 | 23                | 14                | 8             | 2             |
| «Море» (Ильичёвск)         | 1997/98 | 27                | 23                | 4             | 3             |
| «Море» (Ильичёвск)         | 1998/99 | 25                | 18                | 5             | 5             |
| «Море» (Ильичёвск)         | 1999/00 | 23                | 22                | 3             | 3             |
| «Укрсплав» (Донецк)        | 1999/00 | 14                | 3                 | -             | -             |
| «Укрсплав» (Донецк)        | 2000/01 | 4                 | 1                 | -             | -             |
| «Чёрное море-СКА» (Одесса) | 2000/01 | 13                | 19                | -             | -             |
| СКА (Одесса)               | 2001/02 | 13                | 25                | 1             | 2             |
| «Атлетик» (Одесса)         | 2002/03 | 17                | 15                | 2             | 3             |
| «Атлетик» (Одесса)         | 2003/04 | 23                | 27                | 3             | 5             |
| Всего                      | Всего   | 227               | 207               | 32            | 26            |